# Panico del 1825
Il Panico del 1825 è stato un crollo del mercato azionario che ebbe inizio dalla Banca d'Inghilterra causato in parte dagli investimenti speculativi in America Latina, incluso l'immaginario paese di Poyais. La crisi colpì maggiormente l'Inghilterra dove vennero chiuse sei banche a Londra, inclusa la banca di Henry Thornton, e altre sessanta banche di paese; ma colpì anche i mercati di Europa, America latina e Stati Uniti. Un afflusso di riserve auree dalla Banca di Francia salvò la Banca d'Inghilterra dal collasso completo.

## Nella finzione
Un romanzo storico di Stanley J. Weyman, intitolato Ovington's Bank, è imperniato sul panico del 1825.